# Dr. Bullivant
Dr. Bullivant ist eine 1831 erschienene literarisch-biographische Skizze des amerikanischen Schriftstellers Nathaniel Hawthorne. Sie porträtiert Benjamin Bullivant, einen englischen Apotheker, der es in Neuengland unter der Herrschaft des verhassten Gouverneurs Edmund Andros (1687–1689) in hohe Positionen brachte.

## Inhalt
Die Skizze beginnt mit einer historisch-theoretischen Einleitung, die die Bewandtnis der Skizze erläutert. Sie nimmt sich demnach gerade Bullivant, eine längst vergessene  Randgestalt der Geschichte, zum Gegenstand, um das gängige Bild vom kolonialen Neuengland zurechtzurücken, das vielleicht zu sehr von der Strenge der gottesfürchtigen Puritaner geprägt sei. Andererseits hebt sie gerade hervor, wie Bullivant, der „fröhliche Apotheker,“ durch seine witzige und spöttische Art die Puritaner Bostons in Rage brachte. Das Hauptanliegen der Geschichte sei aber die Darstellung seines Charakters.
Es folgen zwei mehr statische als dramatische Szenen aus dem Leben Bullivants, die aber immer wieder mit allgemeinen Betrachtungen zu Geschichtsschreibung und Literatur durchsetzt sind. In der ersten malt er einen Tag im Jahre 1670 aus, als Bullivant noch in London, genauer in Cornhill, praktizierte. Aus seiner Apothekerküche dringen seltsame Gerüche, die Leute wundern sich über die fremdartigen Bezeichnungen auf den vielen Phiolen, kaufen aber eifrig, und Bullivant gibt zu jedem Präparat noch eine spöttische Bemerkung als Draufgabe. In der zweiten Szene sehen wir Bullivant in seiner Bostoner Gefängniszelle (er wurde 1689 nach dem Bostoner Aufstand gegen Andros in Haft genommen), seine Perücke verrutscht, seine Kleidung verdreckt; immer wieder halten Passanten vor seinem Gitterfenster und rufen ihm Schmähungen zu. Zum Ende wird Bullivants kurz geruhsamer Lebensabend geschildert, als er in Boston wieder als Apotheker praktizierte.

## Werkzusammenhang
Dr. Bullivant erschien erstmals am 31. Januar in der Salem Gazette und wie alle Werke Hawthornes bis 1837 anonym. Sie zählt mit Sir William Phips, Sir William Pepperell sowie Mrs. Hutchinson zu einer Werkgruppe von vier historisch-biographischen Skizzen, die Hawthorne zwischen 1830 und 1833 veröffentlichte. Sie stehen im engen Zusammenhang zu den historischen Erzählungen der Provincial Tales (entstanden um 1828–1830) und stellen in gewisser Hinsicht deren theoretische Grundlage dar (wenn sie wohl auch erst später entstanden). Hawthorne setzt sich hier mit der Frage des Verhältnisses von Geschichtsschreibung und Literatur und somit mit den Bedingungen und Möglichkeiten historischer Fiktion (Romance) auseinander. Dr. Bullivant steht dabei in besonders engem Zusammenhang mit der Erzählung The Gray Champion (erschienen 1835), in der Bullivant ebenfalls auftritt, hier als einer der weinseligen Berater im Tross von Edmund Andros, die von ihrem hohen Ross herab die Bürger Bostons verspotten. 
Im Besonderen wird in dieser frühen Skizze bereits Hawthornes zwiespältiges Verhältnis zu seinen puritanischen Vorfahren deutlich:

“We are perhaps accustomed to employ too sombre a pencil in picturing the earlier times among the Puritans, because at our cold distance, we form our ideas almost wholly from their severest features […] Still, however, a prevailing characteristic of the age was gloom, or something which cannot be more accurately expressed than by that term, and its long shadow, falling over all the intervening years, is visible, though not too distinctly, upon ourselves. Without material detriment to a deep and solid happiness, the frolic of the mind was so habitually chastened, that persons have gained a nook in history by the mere possession of animal spirits, too exuberant to be confined within the established bounds. Every vain jest and unprofitable word was deemed an item in the account of criminality, and whatever wit, or semblance thereof, came into existence, its birthplace was generally the pulpit, and its parent some sour old Genevan divine.”

Die Puritaner macht er so verantwortlich dafür, dass sie die Entfaltung der Künste, insbesondere der Literatur (unprofitable word), in Amerika unterdrückt hätten, und diese freudlose Geisteshaltung bis heute nachwirke (visible … upon ourselves). Der Neuankömmling Bullivant, der den satirischen Geist des anbrechenden „augustischen“ Zeitalters der englischen Literatur versprüht, steht dabei stellvertretend für eine neue Art von Zuwanderern, die nicht aus religiösen Gründen nach Neuengland kamen, für die Erosion der puritanischen Dominanz und schließlich für einen schleichenden Mentalitätswandel in Neuengland:

“When therefore the old original stock, the men who looked heavenward without a wandering glance to earth, had lost a part of their domestic and public influence, yielding to infirmity or death, a relaxation naturally ensued in their theory and practice of morals and religion, and became more evident with the daily decay of its most strenuous opponents. This gradual but sure operation was assisted by the increasing commercial importance of the colonies, whither a new set of emigrants followed unworthily in the track of the pure-hearted Pilgrims […] nor are the desperate and dissolute visitants of the country to be forgotten among the agents of a moral revolution. Freebooters from the West Indies and the Spanish Main,—state criminals, implicated in the numerous plots and conspiracies of the period,—felons, loaded with private guilt,—numbers of these took refuge in the provinces, where the authority of the English king was obstructed by a zealous spirit of independence, and where a boundless wilderness enabled them to defy pursuit. Thus the new population, temporary and permanent, was exceedingly unlike the old, and far more apt to disseminate their own principles than to imbibe those of the Puritans.”

Mithin richtet sich Hawthorne hier gegen die seinerzeit in der Geschichtsschreibung oft propagierte Vorstellung, dass der amerikanische Unabhängigkeits- und Freiheitswille, also die Prinzipien der Revolution, ein puritanisches Erbe darstellen; vielmehr seien sie erst durch den Niedergang des Puritanismus möglich geworden. Versinnbildlicht wird die „Degeneration“ der Puritaner in der zweiten Szene, in der es nun sie sind, die sich entgegen ihrer Natur zu profenem Spott gegenüber Bullivant versteigen.

### Ausgaben
In der maßgeblichen Werkausgabe, der Centenary Edition of the Works of Nathaniel Hawthorne (Hrsg. von Roy Harvey Pearce, William Charvat et al., Ohio State University Press, Columbus OH 1962ff.), findet sich The Seven Vagabonds im Band XXIII: Miscellaneous Prose and Verse, 1994, S. 75–83. Nur wenige der zahlreichen Sammelbände mit Kurzgeschichten Hawthornes enthalten die Skizze; eine Ausnahme ist die verbreitete, auf der Centenary Edition aufbauende Leseausgabe:
- Nathaniel Hawthorne: Tales and Sketches. Herausgegeben von Roy Harvey Pearce. Library of America, New York 1982. ISBN 1883011337

Eine deutsche Übersetzung steht noch aus.

### Sekundärliteratur
- Michael J. Colacurcio: The Province of Piety: Moral History in Hawthorne’s Early Tales. Harvard University Press, Cambridge MA 1984. Reprint: Duke University Press, Durham NC 1996. ISBN 0822315726
- Alfred Weber: Die Entwicklung der Rahmenerzählungen Nathaniel Hawthornes. „The Story Teller“ und andere frühe Werke. Erich Schmidt Verlag, Berlin 1973. ISBN 3-5030-0714-8